# Sinai (albedo)
Sinai és una característica d'albedo a la superfície de Mart, localitzada amb el sistema de coordenades planetocèntriques a -19.78 ° latitud N i 290 ° longitud E. El nom va ser aprovat per la UAI l'any 1958 i fa referència al Sinaí, península que separa la Mediterrània de la mar Roja.